# Indri (Sprache)
Das Indri (auch Yanderika und Yandirika genannt) ist eine stark vom Aussterben bedrohte ubangische Sprache des Südsudan. Die Sprachen wird vom Volk der Indri gesprochen. Allerdings sind die meisten Sprecher dazu übergegangen, die Amtssprache Englisch als Muttersprache zu übernehmen, weshalb das Überleben der Sprache Indri nicht gesichert ist.
Die Sprache ist im Südsudan im Vilayet Western Bahr el Ghazal rund um die Stadt Raja verbreitet.